# Ernest Allard (architect)
Ernest Allard (1849 - 1898) was een Belgisch architect en ontwerper. 

## Levensloop
Ernest Allard was medeoprichter van het architectuurtijdschrift L'Emulation en schreef in de periode 1873-84 een aantal polemische artikelen. In 1875 verwierf hij bekendheid door, samen met Octave Van Rysselberghe, de tweede prijs te behalen in het concours van de Prijs van Rome voor architectuur.
Hij schreef zowel onder eigen naam als onder het pseudoniem Ernal. Hij verdedigde het eclecticisme, dat hij niet zag als een stijl maar als een intellectueel standpunt dat het beste antwoord kon bieden op de eigen tijd. De belangrijkste kenmerken ervan waren de artistieke vrijheid, de kritische zelfstandigheid, de open houding voor vernieuwing en de noodzakelijke eruditie waarmee de architectuur van het verleden werd benaderd. Volgens hem zou uit de combinatie van oude en nieuwe elementen een nieuwe progressieve architectuur ontstaan.

## Publicaties
- L'architecte artiste, in: L'Émulation, 1874-1875, col. 7-10.
- Architecture contemporaine, in: L'Émulation, 1880, col. 7-9.
- Étude d'esthétique architecturale. L'éclectisme et la liberté dans l'art architectural, in: L'Émulation, 1884, col. 67-69.